# جنگ کارگل
جنگ کارگل یک درگیری نظامی بین نیروی‌های نظامی هند و نظامیان و شبه‌نظامیان مورد حمایت پاکستان بود که به مدت ۲ ماه و ۲۳ روز در طی ۳ می تا ۲۶ ژوئیه ۱۹۹۹ در منطقه مورد مناقشه جامو و کشمیر رخ داد.

## شرح درگیری
روز ۳ می ۱۹۹۹، چوپانان محلی به مقامات هندی در منطقه کشمیر خبر دادند تحرکات مشکوکی از طرف افرادی ناشناس را در کوهستان‌های اطراف شهرک کارگیل در ۲۰۵ کیلومتری شمال شرق سرینگر (مرکز کشمیر هند) مشاهده کرده‌اند. فوراً گشتی‌هایی برای بررسی وضع اعزام شدند.
اما منطقه بسیار صعب العبور بود و بازرسی آن چندان کار آسانی به نظر نمی‌رسید. ۱۲ روز بعد ناگهان خبر عجیبی گزارش شد: گشتی ۶ نفره تحت رهبری سروان سوراب کالیا در نزدیکی خط کنترل با پاکستان ناپدید شد. پیگیری‌های بعدی حقایق ناگواری را برای هندی‌ها آشکار کرد. عملیات‌های شناسایی هوایی و زمینی به زودی نشان داد صدها نیروی پیاده موازی را در مسیری به طول ۱۷۰ کیلومتر و مساحتی در حدود ۲۰۰ کیلومتر مربع در مناطق کوهستانی رو به روی جاده سرینگر به له که ارتفاعی بالای ۵ هزار متر داشت به تصرف خود درآورده‌اند. هنوز هویت دقیق این نیروها معلوم نبود. ابتدا تصور می‌شد ستیزه‌جویان کشمیر پشت قضیه اند و به زودی بیرون رانده خواهند شد. اما درگیری‌های اولیه و پیگیری‌های بعدی عمق فاجعه ضعف نهادهای اطلاعاتی را آشکار کرد:بیش از ۵ هزار نظامی و شبه نظامی تحت فرمان مستقیم فرماندهی ارتش پاکستان طی ۴ ماه مواضع خود را مستحکم کرده بودند.
عملیات ویجای (پیروزی) با فرمان مستقیم واجپایی و اعزام ۲۰ هزار سرباز و شبه نظامی به کشمیر شروع شد. خیلی زود مشخص شد لشکر و سپاه در نبردهای کوهستانی این چنینی کاربردی ندارند و نبرد توسط واحدهایی در اندازه گردان صورت می‌گیرد. قوای زرهی در چنین محیطی بی استفاده بود. روز ۲۶ می نیروی هوایی هند حملات هوایی خود را آغاز کرد.نتیجه ناگواری برای خلبانان هندی در پی آمد. بمباران غیر دقیق جنگنده‌های روسی MiG-27 و MiG-21 اثر خاصی در مناطق کوهستانی نداشت، بمب‌های هدایت لیزری میراژهای ۲۰۰۰ هم گرانتر آن بودند که به تعداد زیاد صرف چنین اهدافی شوند. از این بدتر، تأثیر پرواز در ارتفاع بالا و سرعت پایین بود:مهاجمان از مواضعی مثل تپه‌های تولولینگ و ببر می‌توانستند با دید و موضع مناسب موشکهای استینگر و انزای خود را به تعداد زیاد شلیک کنند. اقلیم خشن هم روی کارکرد هواگردها اثر منفی داشت:یک فلاگر و یک فیشبد روز دوم عملیات ساقط شدند.
تلاش برای تکرار تجربه شوروی در افغانستان و به‌کارگیری بالگرد در محیط کوهستانی جهت پشتیبانی و هلیبورن هم نتیجه مشابهی داشت. یک بالگرد Mi-17 روز ۲۸ می ساقط شد. ارتش هند تصمیم به استفاده گسترده از توپخانه گرفت و انتقال گسترده توپخانه به دره کشمیر و به‌کارگیری آن‌ها روی مواضع پاکستانی‌ها را شروع کرد. اما توپخانه هر چند موثرتر از نیروی هوایی بود، مشکلات متعدد خود را در این محیط داشت. نخست موضوع انتقال و لجستیک در جاده‌های نامناسب کوهستانی بود. تنها جاده مناسب زیر دید و آتش حریف بود. هندی‌ها به امید عوض کردن وضع نزدیک به دو هفته آتشباری سنگین توپخانه‌شان را با حمله مستقیم پیاده ترکیب کردند.نتیجه در روزهای اول بسیار نامطلوب بود: نیروهای پیاده که به صعود سریع از ارتفاعات بسیار بالا عادت نداشتند دچار انواع عوارض بیماری موسوم به «بیماری شدید کوهستان» می‌شدند. جدای از این، توپخانه پاکستانی مستقر در ارتفاعات که توسط دیدبانان و رادارهای هدایت آتش آمریکایی AN/TPQ-36 به خوبی به آن گرا داده می‌شد روی تجمعات پیاده، مواضع توپخانه ای که نزدیک مرز مستقر شده بودند و انبارهای مهمات هندی آتشش را اجرا می‌کرد.
هندی‌ها کم‌کم و در عین دچار شدن تلفات سنگین و شکست‌های پی درپی یادگرفتند چه باید بکنند: هویتزرهای سوئدی ۱۵۵ میلی‌متری FH-77 ساخت بوفورس برد، دقت، نواخت تیر و قابلیت اجرای آتش در زاویه‌های نزدیک ۷۰ درجه مناسبی فراهم می‌کردند. ۱۷۰عراده از این هویتزرها به کشمیر منتقل شد. سرانجام در بامداد ۱۲ ژوئن ۱۹۹۹ و پس از ۶ ساعت آتشباری سنگین توپخانه، عناصر آموزش دیده گردان دوم تفنگدار راجپوت به فرماندهی سرهنگ ماگود راویندرانات پس از نبردی سنگین، ارتفاع مهم تولولینگ را پس گرفتند. تصرف تولولینگ از یک سو امنیت بیشتری برای نیروی هوایی فراهم می‌کرد (از تپه تولولینگ بیش از ۲۵ موشک دوش پرتاب به سمت هواگردهای هندی شلیک شده بود) و از سوی دیگر امنیت نسبی برای جاده NH1D که مسیر اصلی لجستیک نیروهای هندی بود ایجاد شد. حالا یکی از دو موضع اصلی پاکستانی‌ها تصرف شده بود. اما تپه ببر که موضع اساسی نیروهای پاکستانی محسوب می‌شد بسیار سرسخت تر و دشوارتر می‌نمود:شبکه لجستیکی مناسبی توسط قاطرها به آن تدارکات می‌رساند و ارتباط سیمی خوبی با ارتفاعات اطراف داشت.
آن سوی میدان با وجود پیروزی‌های اولیه، اندک اندک خطاهای بزرگ استراتژیک در طرح عملیات کارگیل در حال آشکار شدن بود. دولت و ارتش پاکستان در هفته‌های اول هرگونه دخالت در ماجرا را رد کرده و آن را به شبه‌نظامیان کشمیری نسبت می‌دادند. این مسئله دست و پای پاکستانی‌ها را بسته بود. هر گونه دخالت گسترده نیروهای مسلح منظم پاکستانی احتمال وقوع جنگ تمام عیار را افزایش می‌داد و به هندی‌ها مشروعیت جهانی می‌بخشید. در جلسه میان نواز شریف و فرماندهان نظامی، پرویز مشرف که رئیس ستاد نیروهای مسلح و طراح عملیات بود به باد انتقاد گرفته شد. عمده فرماندهان عالی‌رتبه که اطلاع قبلی از عملیات نداشتند، مشرف را سرزنش کردند چرا در حالی که احتمال عملیات گسترده هند وجود داشت نیروهای اندکی را به کار گرفته که امکان کمک رسانی گسترده به آن‌ها با وجود موضع برتر وجود ندارد. آن‌ها این کار را خودکشی تدریجی می‌دانستند.

در پایان جلسه ارتشبد پرویز مهدی قریشی، فرمانده کل نیروی هوایی با وجود خشمش پذیرفت در مناطق نزدیک به خط کنترل کشمیر گشت‌های هوایی با شرکت جنگنده‌های F-۱۶ برپا شود. همزمان نواز شریف مذاکراتی را با بیل کلینتون جهت پایان دادن تدریجی به بحران شروع کرد.
۴ ژوئیه و دو ماه پس از شروع بحران، ارتفاع مهم تپه ببر پس از نبردی ۱۱ ساعته که آتشباری سنگینی (در ساعات قبل از حمله قوای پیاده ۹ هزار گلوله توپ روی این ارتفاع فرود آمده بود) مقدمه آن بود به تصرف قوای هندی درآمد. این آغاز پایان جنگ کارگل بود. سه روز بعد نواز شریف پس از ملاقات با کلینتون شروع عقب‌نشینی ارتش پاکستان را اعلام کرد. زد و خوردهای پراکنده تا سه هفته دیگر ادامه پیدا کرد، اما هندی‌ها از همان زمان مقدمات جشن پیروزی خود را برپا کرده بودند.
جنگ در ۲۶ ژوئیه ۱۹۹۹ به صورت رسمی پایان یافت. هندی‌ها شاد به نظر می‌رسیدند. جامعه پاکستان اما شوکه بود و فاصله عمیقی بین نیروهای مسلح و دولت ایجاد شد. پرویز مشرف و دوستانش که نواز شریف و احزاب مدنی را در این ماجرا مقصر می‌دیدند و آن‌ها را عامل تزریق حس تحقیر ملی می‌دانستند، بیکار ننشستند. مشرف و رفقایش (موسوم به "دسته چهارنفره")در ارتش و ISI سه ماه بعد با کودتایشان شریف را برکنار و دوران حکومت ۸ ساله نظامی را شروع کردند.